# Rohrunterstützung

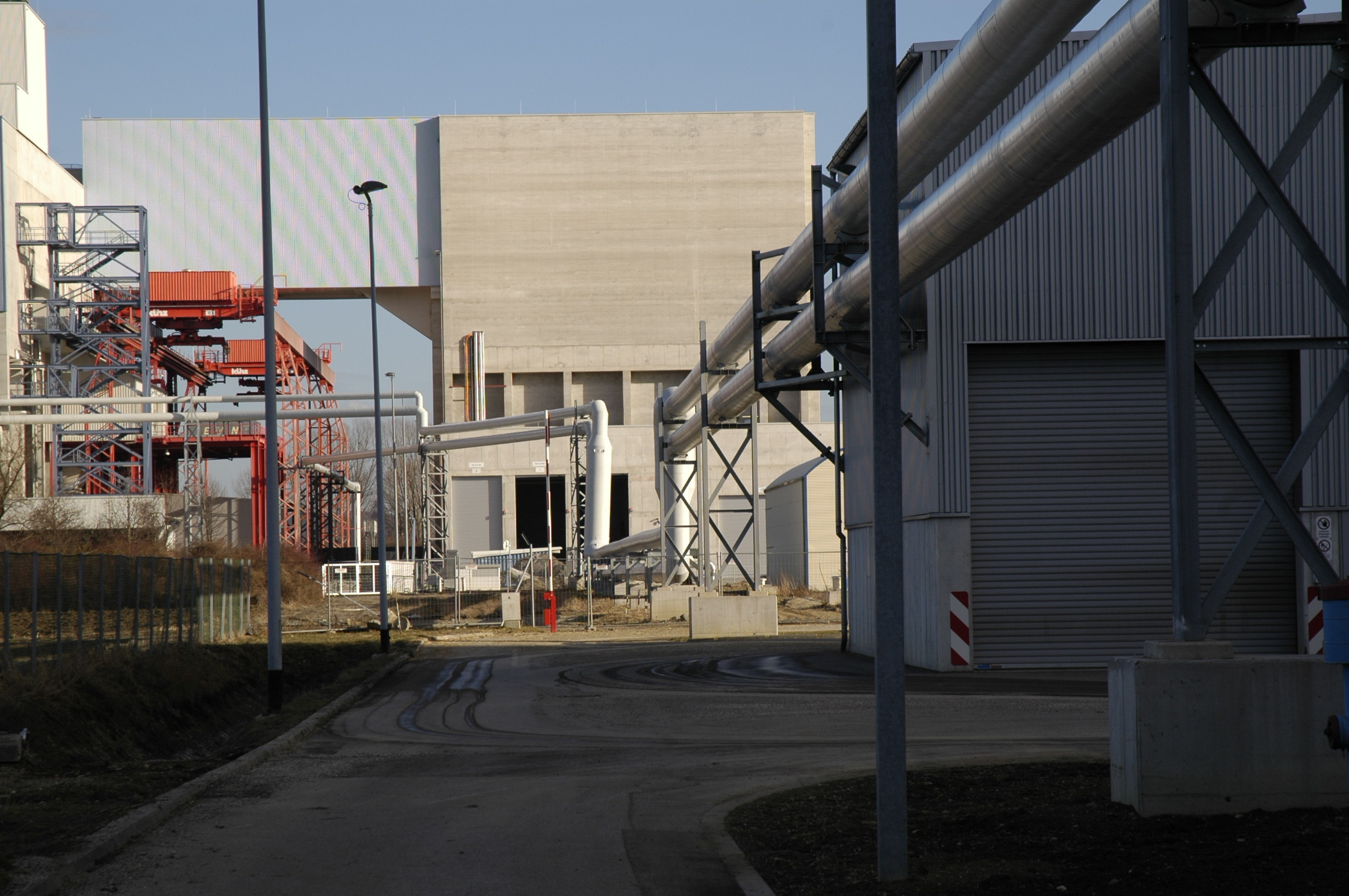
Rohrleitungen mit verschiedenen Arten der Rohrleitungsunterstützungen im Kraftwerk Dürnrohr

Die Rohrunterstützung dient der Lagerung und Führung einer Rohrleitung und der Aufnahme und Weiterleitung von aus Rohrleitungen resultierenden Kräften. Die Rohrunterstützung ist ein Bestandteil der Rohrleitung.
Eine Rohrbrücke oder Rohrleitungsbrücke ist eine Konstruktion, auf der diese Rohrunterstützungen aufliegen. Diese Bauform dient dazu, einzelne oder auch mehrere Rohrleitungen oberirdisch über größere Entfernungen zu führen.

## Anforderungen
Es ist das Ziel der Rohrleitungsplanung, die Halterungen so auszuwählen und zu platzieren, dass eine Rohrleitung unter allen Umständen sicher in ihrer Lage bleibt, keine Schäden im tragenden Gebäude oder den angeschlossenen Apparaten und Maschinen entstehen und die Leitung selbst an keiner Stelle durch zu hohe Spannungen Schaden nimmt. In den meisten Fällen steht das Abtragen der Gewichtskraft im Vordergrund, die sich aus dem Eigengewicht der Konstruktion, dem Gewicht des transportierten Mediums und gegebenenfalls der Schneelast zusammensetzt. In vielen Fällen müssen Kräfte abgetragen werden, die durch behinderte Wärmeausdehnung, Reaktionskräfte durch Umlenkung und andere Ursachen entstehen. Apparate- und Maschinenstutzen müssen kräftefrei gehalten werden. Weiterhin müssen Schwingungen von Rohrleitungen durch Wind- oder Erdbebenkräfte auf ein zulässiges Maß begrenzt werden.
Die Rohrunterstützungen müssen in vielen Fällen eine gewisse Bewegungsfreiheit ermöglichen, damit sich die Rohrleitung bei wechselnden Temperaturen ausdehnen kann.

## Bauteile und Typen

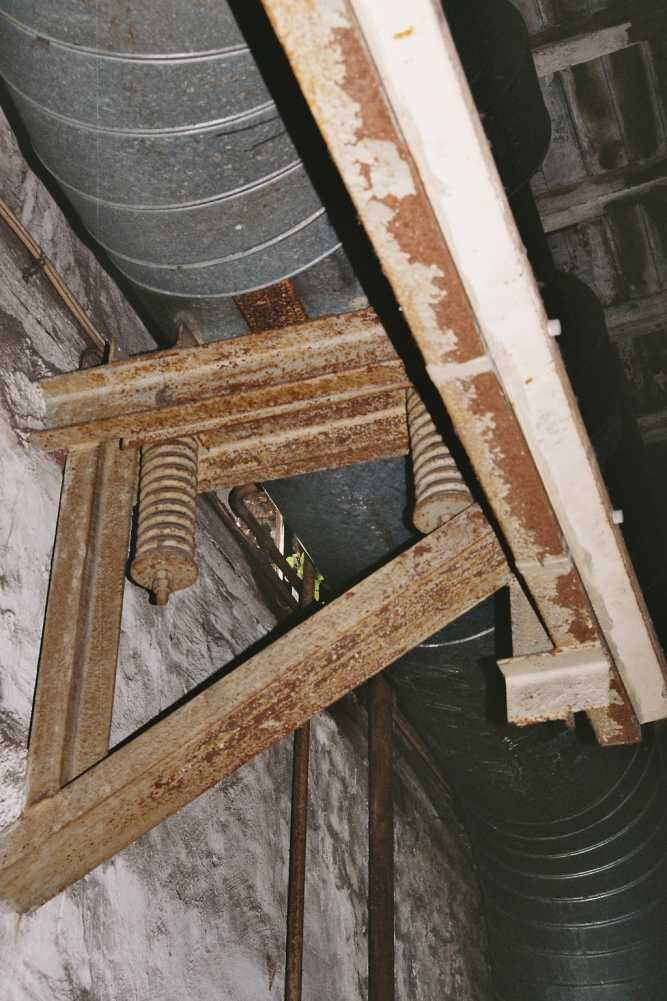
Federnde Unterstützung einer Rohrleitung in einem stillgelegten Kraftwerk

Rohrunterstützungen bestehen meist aus einer oder mehreren Rohrschellen, die sich ihrerseits auf einer Unterkonstruktion aus Stahlbauprofilen abstützen. In anderen Fällen kann die Rohrleitung mit Rohrhängern aufgehängt werden. Die gesamte Konstruktion aus Rohrschelle bis zum Rohrlager wird auch als Lastkette bezeichnet.
Die Beweglichkeit von Rohrleitungen in Richtung der Schwerkraft gewähren federnde Rohrunterstützungen oder Rohrhänger. Das sind spezielle Federtöpfe mit einstellbarer Vorspannung der Feder, die zwischen Rohrleitung und Unterkonstruktion eingeschoben werden.
Konstruktiv werden die Rohrunterstützungen eingeteilt in
- Konstanthänger, wie Konstantstütze und -hängertraverse[2][3]
- Federelemente, wie Federhänger, Federstütze
- Dynamisch belastete Bauteile, wie Stoßbremse, Gelenksstrebe
- Rohrumschließende Bauteile, wie Horizontalschelle, Vertikalschelle und Rohrbügel[4]
- Rollenlager, Rohrstützen[5]
- Verbindungselemente, wie Gewindeöse, Gewindebügel, Spannschloss
- Bauanschlüsse, wie Traversen, Deckenabhänger, Stützwinkel, Anschweißöse, Spannklammer

## Freiheitsgrade
Rohrunterstützungen werden außerdem nach Freiheitsgraden unterschieden.
- Festpunkt hält diese Stelle in der Leitung absolut fest
- Lospunkt erlaubt ein horizontales Schieben in allen Richtungen (Lastabtrag)
- Längsführung erlaubt ein Schieben in Richtung der Rohrachse
- Querführung stoppt Schieben in Richtung der Rohrachse, Bewegung quer dazu ist aber möglich